# 睡蓮 (植物)
睡莲又称子午莲、水芹花、瑞蓮、水洋花或小莲花，是屬於睡蓮目睡蓮科睡蓮属的水生植物。

## 形态
多年生水生草本，外型与荷花相似，不同的是荷花的叶子和花挺出水面，而睡莲的叶子和花浮在水面上，古有莲花“出淤泥而不染”的美誉。
睡莲秋季开白色花，午后开放，晚间闭合，可以连续开闭三四日；睡莲因昼舒夜卷（一些品種會白晝開花而夜間閉合）而被誉为“花中睡美人”。

## 分布
睡莲在北半球广泛分布，东亚（如中国、朝鲜半岛、日本北海道、蒙古等）、中亚、西伯利亚、东南亚（如越南、缅甸）、印度、东欧、北欧、北美洲西北部，都有睡莲的分布。

## 用途
睡蓮的用途甚廣，可用於食用、製茶、插花、藥用等。但睡莲的种子由于含单宁量高，一般不作食用。《本草綱目拾遺》記載：「子午蓮，綱目水草部，入蘋，以為此即大葉之蘋也，古人以為食品，祭用蘋、蘩。」